# Kakava
Kakava es un evento de celebración del Gitanos musulmanes, ligado a la leyenda del paso del Mar Rojo, y celebrada en particular en Tracia Oriental en Turquía.

## Evento
Cada año, el 6 de mayo, los gitanos acuden a un río para celebrar el paso del Mar Rojo por el pueblo, oprimido por el faraón y salvado por el inmortal "Salvador". Los romaníes turcos bajan a la rivera del río Tundzha, en la noche del 5 al 6 de mayo que decidieron como el día del "Evento de rescate". Ponen velas en el río y se lavan el rostro, manos y pies en el agua, por el recuerdo del día milagroso. La principal fuente de alegría es la inmortalidad del Salvador Baba Fingo. Un dicho turco lo resume: Baba Fingo Gelecek, Bütün Dertler Bitecek (El padre Fingo vendrá, todos los problemas terminarán).

## Kakava en Turquía

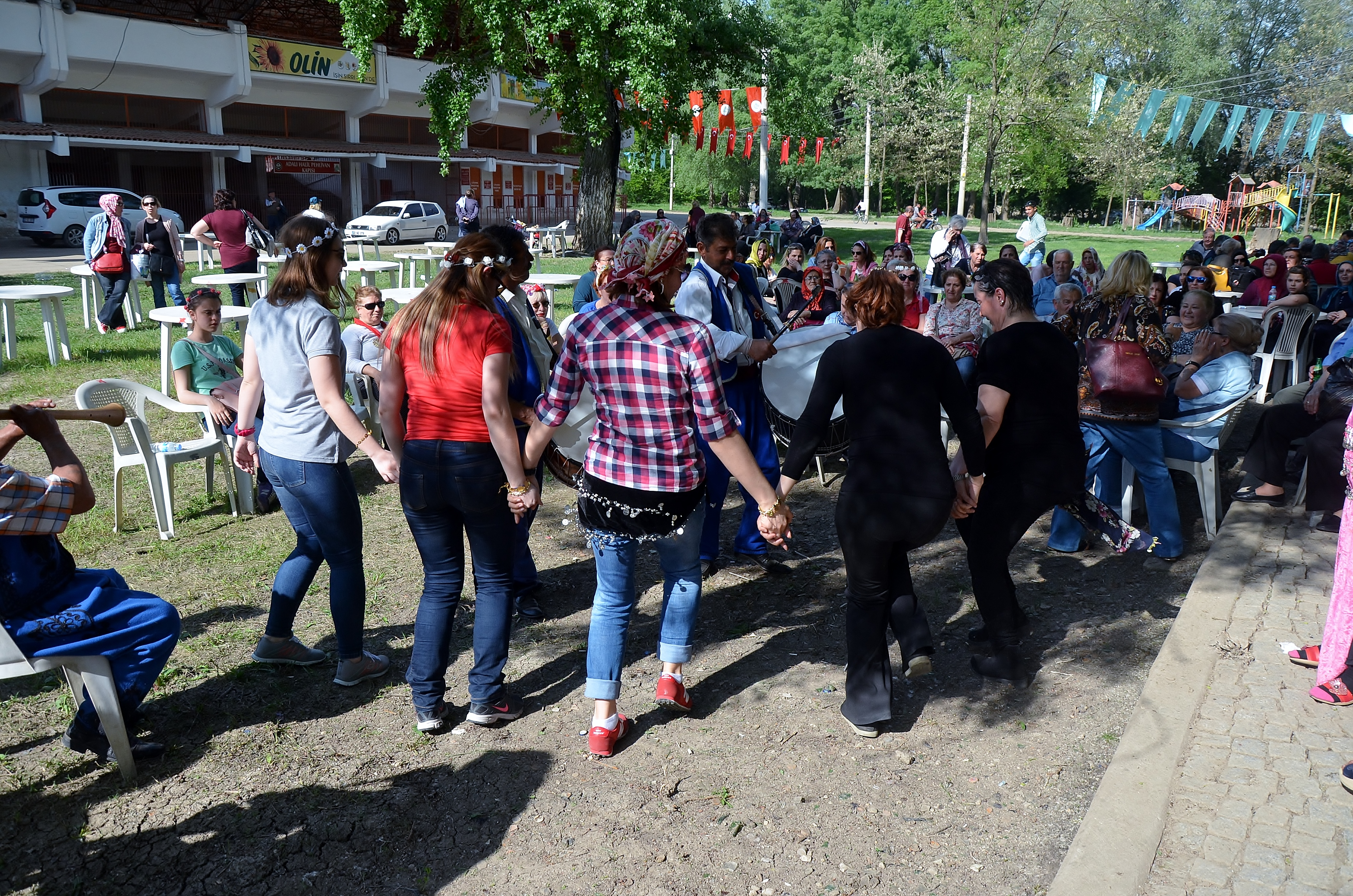
Bailando con música gitana durante Kakava 2015 en Edirne.

En las ciudades turcas occidentales de Edirne y Kırklareli, se celebra con alegría. En Edirne, toma la forma de un festival internacional, que también cuenta con el apoyo del gobernador y el alcalde. La parte oficial del festival Kakava se lleva a cabo en Sarayiçi, el lugar donde se realiza anualmente el tradicional torneo de lucha en aceite de Kırkpınar. Después de sacrificar corderos, encienden la hoguera y saltan sobre ella. Se toca música y se realiza danzas del vientre. La parte oficial finaliza con la distribución del plato de arroz pilaf a los cerca de 5.000 asistentes. La celebración continúa en la madrugada del día siguiente a orillas del río Tundzha.